# Поріч'є (Ленінськ-Кузнецький округ)
Порі́ч'є (рос. Поречье) — селище у складі Ленінськ-Кузнецького округу Кемеровської області, Росія.

## Населення
Населення — 75 осіб (2010; 100 у 2002).
Національний склад (станом на 2002 рік):
- росіяни — 97 %